# Brancsikia frei
Brancsikia freyi é uma espécie de louva-a-deus da família Epaphroditidae .